# James Agee
James Rufus Agee (27. november 1909 – 16. maj 1955) var en amerikansk forfatter, kritiker og digter.
Han er især berømt for sin filmkritik og for dokumentarbogen Let Us Now Praise Famous Men. Han vandt en posthum Pulitzerpris for romanen A Death in the Family.

## Udvalgt bibliografi
- Knoxville: Summer of 1915 (1935)
- Let Us Now Praise Famous Men (1941, med Walker Evans)
- Afrikas dronning (1951, filmmanuskript)
- Night of the Hunter (1955, filmmanuskript)
- A Death in the Family (1957, roman)

## Ekstern henvisning
- Et kronologi af Agees liv Arkiveret 27. oktober 2018 hos  Wayback Machine (på engelsk)
- James Agee på Internet Movie Database (engelsk)
- James Agee på Filmdatabasen
- James Agee på Svensk Filmdatabas (svensk)
- James Agee på AllMovie (engelsk)
- James Agee på Rotten Tomatoes (engelsk)
- James Agee på The Movie Database (engelsk)
- James Agee på Internet Broadway Database (engelsk)
- James Agee på Encyclopædia Britannica Online (engelsk)